# Baniana omoptila
Baniana omoptila là một loài bướm đêm trong họ Erebidae.